# Obersturmführer

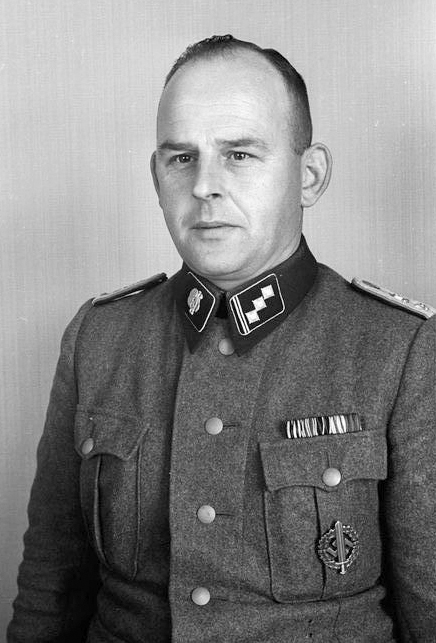
Un SS-Obersturmführer din lagărul de concentrare Mauthausen

Obersturmführer (pronunție în germană [ˈoːbɐ.ʃtʊʁm.fyːʀɐ], „conducător superior al trupelor de asalt”) a fost un grad în unele organizații paramilitare ale Partidului Nazist, printre care SA, SS, NSKK și NSFK. El era tradus ca „conducător superior al trupelor de asalt”. Gradul era echivalent cu cel de Oberleutnant în Armata Germană și, de asemenea, cu cel de locotenent I în armatele străine.
Gradul de Obersturmführer a fost creat pentru prima dată în 1932 datorită extinderii sistemului de grade cerute de creșterea numărului de membri ai Sturmabteilung (SA) și necesității unor grade suplimentare în corpul ofițerilor. Obersturmführer a devenit, de asemenea, un grad SS în același timp.
Un SA-Obersturmführer era, de obicei, un comandant de companie responsabil de activitatea a 50-100 de persoane. În cadrul SS, deținătorii gradului de Obersturmführer realizau o gamă mai largă de activități: ofițer Gestapo, supraveghetor al lagărelor de concentrare și comandant de pluton al Waffen-SS etc. În SS și SA, gradul de Obersturmführer era considerat echivalentul gradului de Oberleutnant din Wehrmacht.
Însemnele de grad pentru Obersturmführer erau trei sâmburi argintii și o dungă dublă argintie centrată pe gulerul uniformei. Gradul era superior celui de Untersturmführer (sau Sturmführer în SA) și inferior celui de Hauptsturmführer.

## Însemne de grad

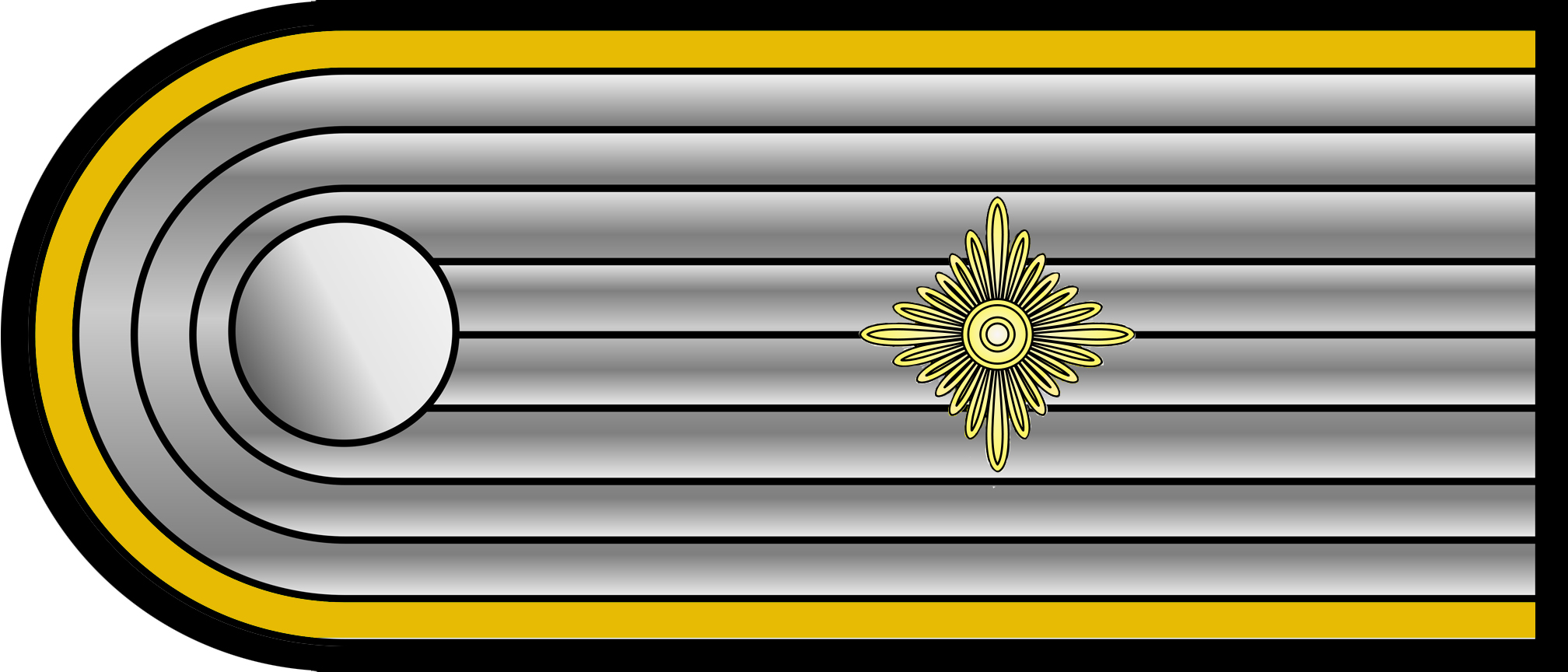
Epolet SS-Obersturmführer
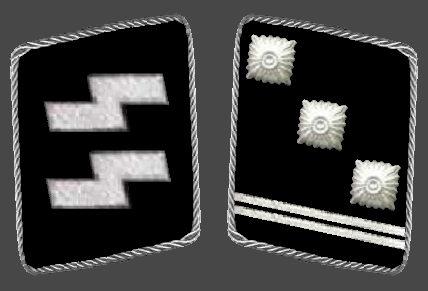
Însemne de guler
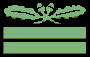
Camuflaj militar